# Matmata
Matmata (ماطماطة القديمة) es una ciudad de Túnez perteneciente a la Gobernación de Gabès, a unos 35 km al suroeste de su capital Gabès. La ciudad fue destruida en buena parte en las inundaciones de 1969 y parcialmente reconstruida en la Nueva Matmata, situada a 15 km al norte. Tiene una población de poco más de 2 000 habitantes, pero es la cabecera de una delegación de 7013 habitantes. Se encuentra a unos 360 metros sobre el nivel del mar en los contrafuertes del Djebel Dahar. La economía del lugar está basada en la agricultura, y cada vez más en el turismo (ya sea directamente o por servicios). 

## Arquitectura
Son especialmente características de la ciudad las llamadas "Casas Trogloditas". Estas son casas construidas excavando en la montaña, que se vaciaban en el centro para crear un interesante patio; las habitaciones ventilaban a ese patio central y apenas eran visibles desde el exterior, de modo que eran fácilmente defendibles; además protegían del frío del invierno y del calor en verano. El problema principal es que en caso de grandes aguaceros, el agua de lluvia no puede desaguar bien, y la montaña se puede derrumbar fácilmente, puesto que no es rocosa sino formada por arenas. 
Las casas tienen diversas habitaciones, cocina y baño, pero ya no están habitadas por necesidad; únicamente unas 50 familias viven allí para cobrar visitas, pero muchas de estas viviendas están dotadas de electricidad (normalmente disimulada para dar apariencia de una verdadera casa troglodita) y se han hecho mejoras en cocinas y mobiliario.

## Turismo
Es un importante reclamo turístico, y existen en la zona diversos hoteles; uno de ellos (el hotel Sidi Driss) fue utilizado para rodar algunas escenas de Star Wars de George Lucas, siendo la casa de Luke Skywalker en el planeta Tatooine.